# قائمة رؤساء وزراء التشيك
هذه قائمة برؤساء وزراء جمهورية التشيك وهو منصب أنشئ في عام 1993 بعد حل تشيكوسلوفاكيا.
جمهورية التشيك هي دولة ديمقراطية نيابية برلمانية، حيث يكون رئيس الوزراء كرئيس للحكومة والرئيس هو رأس الدولة.

## جمهورية التشيك وسلوفاكيا الاتحادية(1990–1992)
رؤساء وزراء جمهورية التشيك
| No. | الصورة        | الاسم (الميلاد–الوفاة)      | فترة الحكم    | فترة الحكم     | فترة الحكم | الحزب                                                     | الحكومة | الحكومة | الانتخابات |
| No. | الصورة        | الاسم (الميلاد–الوفاة)      | استلم المنصب  | ترك المنصب     | الأيام     | الحزب                                                     | الحكومة | الحكومة | الانتخابات |
| --- | ------------- | --------------------------- | ------------- | -------------- | ---------- | --------------------------------------------------------- | --- | --- | ---------- |
| 6   |               | بيتر بيثارت (مواليد 1941)   | 6 فبراير 1990 | 29 يونيو 1990  | 877        | المنتدى المدنياستبدل لاحقًا المنتدى المدني بالحركة المدنية | I | الحزب الشيوعي – الاتحاد المسيحي والديمقراطي - حزب الشعب التشيكوسلوفاكي – المنتدى المدني – الحزب الاجتماعي الوطني                        | 1986       |
| 6   | 29 يونيو 1990 | بيتر بيثارت (مواليد 1941)   | 2 يوليو 1992  | الثانية        | 877        | المنتدى المدنياستبدل لاحقًا المنتدى المدني بالحركة المدنية | المنتدى المدني– الحركة من أجل الديمقراطية المستقلة - حزب مورافيا وسيليسيا – الاتحاد الديمقراطي والمسيحي استبدل لاحقًا المنتدى المدني بالحركة المدنية والحزب الديمقراطي المدني | 1990 |            |
| 7   |               | فاتسلاف كلاوس (مواليد 1941) | 2 يوليو 1992  | 31 ديسمبر 1992 | 182        | الحزب المدني الديمقراطي                                   | الأولى | الحزب المدني الديمقراطي – الاتحاد المسيحي والديمقراطي - حزب الشعب التشيكوسلوفاكي – التحالف الديمقراطي المدني – الحزب الديمقراطي المسيحي | 1992       |

## جمهورية التشيك(1993–الآن)
| No. | الصورة        | الاسم (الميلاد–الوفاة)         | فترة الحكم     | فترة الحكم     | فترة الحكم     | فترة الحكم | الحزب                      | الحكومة | الحكومة | الانتخابات |
| No. | الصورة        | الاسم (الميلاد–الوفاة)         | المعين         | استلم المنصب   | ترك المنصب     | الأيام     | الحزب                      | الحكومة | الحكومة | الانتخابات |
| --- | ------------- | ------------------------------ | -------------- | -------------- | -------------- | ---------- | -------------------------- | --- | --- | --- |
| 1   |               | فاتسلاف كلاوس (مواليد 1941)    | 1 يناير 1993   | 1 يناير 1993   | 4 يوليو 1996   | 1,827      | الحزب المدني الديمقراطي    | الأولى | الحزب المدني الديمقراطي – الاتحاد المسيحي والديمقراطي - حزب الشعب التشيكوسلوفاكي – التحالف الديمقراطي المدني – الحزب الديمقراطي المسيحي | 1992 |
| 1   | 4 يوليو 1996  | فاتسلاف كلاوس (مواليد 1941)    | 4 يوليو 1996   | 2 يناير 1998   | الثانية        | 1,827      | الحزب المدني الديمقراطي    | الحزب المدني الديمقراطي – الاتحاد المسيحي والديمقراطي - حزب الشعب التشيكوسلوفاكي – التحالف الديمقراطي المدني | 1996 | |
| 2   |               | جوزيف توسوفسكي (مواليد 1950)   | 17 ديسمبر 1997 | 2 يناير 1998   | 22 يوليو 1998  | 217        | مستقل                      | • | 1996 | الحزب المدني الديمقراطي – الاتحاد المسيحي والديمقراطي - حزب الشعب التشيكوسلوفاكي – التحالف الديمقراطي المدني استبدل الحزب الديمقراطي المدني لاحقًا باتحاد الحرية - الاتحاد الديمقراطي |
| 3   |               | ميلوش زيمان (مواليد 1944)      | 17 يوليو 1998  | 22 يوليو 1998  | 15 يوليو 2002  | 1,459      | الحزب الاشتراكي الديمقراطي | • | الحزب الاشتراكي الديمقراطي | 1998 |
| 4   |               | فلاديمير شبيدلا (مواليد 1951)  | 12 يوليو 2002  | 15 يوليو 2002  | 4 أغسطس 2004   | 754        | الحزب الاشتراكي الديمقراطي | • | الحزب الاشتراكي الديمقراطي – الاتحاد المسيحي والديمقراطي - حزب الشعب التشيكوسلوفاكي – اتحاد الحرية - الاتحاد الديمقراطي                 | 2002 |
| 5   |               | ستانيسلاف جروس (1969–2015)     | 26 يوليو 2004  | 4 أغسطس 2004   | 25 أبريل 2005  | 273        | الحزب الاشتراكي الديمقراطي | • | الحزب الاشتراكي الديمقراطي – الاتحاد المسيحي والديمقراطي - حزب الشعب التشيكوسلوفاكي – اتحاد الحرية - الاتحاد الديمقراطي                 | 2002 |
| 6   |               | جيري باروبيك (مواليد 1952)     | 25 أبريل 2005  | 25 أبريل 2005  | 4 سبتمبر 2006  | 497        | الحزب الاشتراكي الديمقراطي | • | الحزب الاشتراكي الديمقراطي – الاتحاد المسيحي والديمقراطي - حزب الشعب التشيكوسلوفاكي – اتحاد الحرية - الاتحاد الديمقراطي                 | 2002 |
| 7   |               | ميريك توبولانيك (مواليد 1956)  | 16 أغسطس 2006  | 4 سبتمبر 2006  | 9 يناير 2007   | 996        | الحزب المدني الديمقراطي    | الأولى | الحزب المدني الديمقراطي | 2006 |
| 7   | 8 نوفمبر 2006 | ميريك توبولانيك (مواليد 1956)  | 9 يناير 2007   | 8 مايو 2009    | الثانية        | 996        | الحزب المدني الديمقراطي    | الحزب المدني الديمقراطي – الاتحاد المسيحي والديمقراطي - حزب الشعب التشيكوسلوفاكي – حزب الخضر                 | | 2006 |
| 8   |               | يان فيشر (مواليد 1951)         | 9 أبريل 2009   | 8 مايو 2009    | 13 يوليو 2010  | 460        | مستقل                      | • | بدون حكومة | 2006 |
| 9   |               | بيتر نيكاس (مواليد 1964)       | 28 يونيو 2010  | 13 يوليو 2010  | 10 يوليو 2013  | 1,108      | الحزب المدني الديمقراطي    | • | الحزب المدني الديمقراطي – أعلى 09 – الشؤون العامة استبدل الشؤون العامة لاحقًا بوسام الأمة                                                | 2010 |
| 10  |               | جيري روسنوك (مواليد 1960)      | 25 يونيو 2013  | 10 يوليو 2013  | 29 يناير 2014  | 218        | مستقل                      | • | الحزب الاشتراكي الديمقراطي – الاتحاد المسيحي والديمقراطي - حزب الشعب التشيكوسلوفاكي                                                     | 2010 |
| 11  |               | بوهيسلاف سوبوتكا (مواليد 1971) | 17 يناير 2014  | 29 يناير 2014  | 13 ديسمبر 2017 | 1,426      | الحزب الاشتراكي الديمقراطي | • | الحزب الاشتراكي الديمقراطي – أنو 2011 – الاتحاد المسيحي والديمقراطي - حزب الشعب التشيكوسلوفاكي                                          | 2013 |
| 12  |               | أندريه بابيش(مواليد 1954)      | 6 ديسمبر 2017  | 13 ديسمبر 2017 | 27 يونيو 2018  | 2,776      | أنو 2011                   | الأولى | أنو 2011 | 2017 |
| 12  | 6 يونيو 2018  | أندريه بابيش(مواليد 1954)      | 27 يونيو 2018  | 17 ديسمبر 2021 | الثانية        | 2,776      | أنو 2011                   | أنو 2011 – الحزب الاشتراكي الديمقراطي                                                                        | | 2017 |
| 13  |               | بيتر فيالا (مواليد 1964)       | 28 نوفمبر 2021 | 17 ديسمبر 2021 | في المنصب      | 1,323      | الحزب المدني الديمقراطي    | • | سبولو (المدني الديمقراطي – الاتحاد المسيحي والديمقراطي - حزب الشعب التشيكوسلوفاكي – أعلى 09) – القراصنة والعمد (العمد – حزب القراصنة)   | 2021 |